# Deltana
Deltana – jednostka osadnicza w Stanach Zjednoczonych o statusie census-designated place, położone we wschodniej części stanu Alaska. Według danych na rok 2010 miasto liczy 2251 mieszkańców. Miasteczko jest siedzibą władz administracyjnych okręgu Southeast Fairbanks. Rdzennymi mieszkańcami tego rejonu są Tanana-Athabaskianie.

## Historia
W 1904 roku, siły US Army Signal Corps zbudowały stację McCarty Telegraph na placu zlokalizowanym u zbiegu rzek Tanana i Delta, gdzie obecnie znajduje się miasteczko Deltana.
W 1942 roku, około 8 km na południe od miasteczka Deltana zbudowany został Fort Greely (baza wojskowa US Army służąca głównie jako tarcza antyrakietowa).
W 1970 roku lokalna gospodarka otrzymała kolejny impuls rozwojowy spowodowany budową gazociągu trans-Alaska.
W 1980 roku wydzielony został teren o powierzchni około 280 km², na którym utworzono Delta Bison Range, jako terytorium ochronne dla bizonów, i swoiste odgraniczenie ich od pól i gruntów rolnych.

### Nazwa
Nazwa miasta odwołuje się bezpośrednio do jego lokalizacji, bowiem miasto połączone jest u zbiegu rzek Tanana i Delta.

## Demografia
Według spisu z 2000 roku w Deltana mieszkało wówczas 1570 osób prowadzących 539 gospodarstw domowych, stanowiących 417 rodzin. Gęstość zaludnienia wynosiła wówczas 1,1 osób/km². W mieście zbudowanych było 669 budynków mieszkalnych (średnia gęstość zabudowań mieszkalnych to 0,5 domu/km²). 
Spośród 539 gospodarstw domowych: 
- 36,5% gospodarstw domowych stanowią rodziny posiadające dzieci poniżej 18. roku życia
- 69,2% gospodarstw domowych stanowią małżeństwa mieszkające razem
- 5,0% gospodarstw domowych stanowią kobiety nie posiadające męża
- 22,6% gospodarstw domowych stanowią osoby samotne

19,1% wszystkich gospodarstw domowych składa się z jednej osoby, a 6,1% gospodarstw złożonych z jednej osoby jest w wieku 65 lat lub starszych. Średnia wielkość gospodarstwa domowego wynosi 2,87 osoby, a średnia wielkość rodziny to 3,30 osoby. 
Średni roczny dochód dla gospodarstwa domowego w Deltana wynosi 50 066 dolarów, a średni roczny dochód w przeliczeniu na rodzinę wynosi 53 021 dolarów. Średni roczny dochód mężczyzn to 42 500 dolarów, zaś kobiet to 31 042 dolary. Dochód roczny na osobę w mieście wynosi 18 446 dolarów. 12,1% rodzin, a zarazem 15,1% mieszkańców żyje poniżej relatywnej granicy ubóstwa, w tym 19,9% osób w wieku poniżej 18 lat i 0,9% mieszkańców powyżej 65. roku życia. 

### Wiek mieszkańców
Podział mieszkańców ze względu na wiek: 
- <18 − 31,4%
- 18-24 − 6,9%
- 25-44 − 23,5%
- 45-64 − 30,9%
- >65− 7,3%

Średnia wieku mieszkańców: 39 lat. 
Na każde 100 kobiet mieszkających w Deltana przypada 107,4 mężczyzn (zaś na 100 kobiet powyżej 18. roku życia przypada 105,9 mężczyzn). 

### Rasa mieszkańców
Podział mieszkańców Deltana ze względu na rasę: 
- rasa biała − 91,59%
- rasa czarna i Afroamerykanie − 1,21%
- rdzenni mieszkańcy Ameryki − 0,89%
- Azjaci − 1,08%
- inna rasa − 0,38%
- ludność dwóch lub więcej ras − 4,84%
- Hiszpanie lub Latynosi − 1,15%

## Geografia
Według danych statystycznych U.S. Census Bureau miasto Deltana jest jednym z większych miast pod względem powierzchni, bowiem zajmuje powierzchnię 1463,8 km², z czego 1456,1 km² stanowią lądy, a 7,6 km² (0,52%) to wody.